# Sicalis columbiana
A Sicalis columbiana a madarak osztályának verébalakúak (Passeriformes) rendjébe és a tangarafélék (Thraupidae) családjába tartozó faj.

## Rendszerezése
A fajt Jean Cabanis német ornitológus írta le 1851-ben, Sycalis columbiana néven.

## Alfajai
- Sicalis columbiana columbiana Cabanis, 1851
- Sicalis columbiana goeldii Berlepsch, 1906
- Sicalis columbiana leopoldinae Hellmayr, 1906[2]

## Előfordulása
Brazília, Kolumbia, Peru, Trinidad és Tobago, valamint Venezuela területén honos. Természetes élőhelyei a  szubtrópusi és trópusi cserjések, tavak, folyók és patakok környékén, valamint legelők, városias környezet és másodlagos erdők. Állandó, nem vonuló faj.

## Megjelenése
Testhossza 11 gramm.
|  |

## Természetvédelmi helyzete
Az elterjedési területe rendkívül nagy, egyedszáma pedig stabil. A Természetvédelmi Világszövetség Vörös listáján nem fenyegetett fajként szerepel.